# DualDisc
Dual Disc — один двосторонній диск, на одній стороні якого знаходиться звичайний CD-шар зі стерео записом, на іншій стороні DVD-Audio з багатоканальним і стерео записом цього ж альбому з більш високим розрізненням, відео та іншими додатковими матеріалами (бонусами).